# Ignacio Andía y Varela

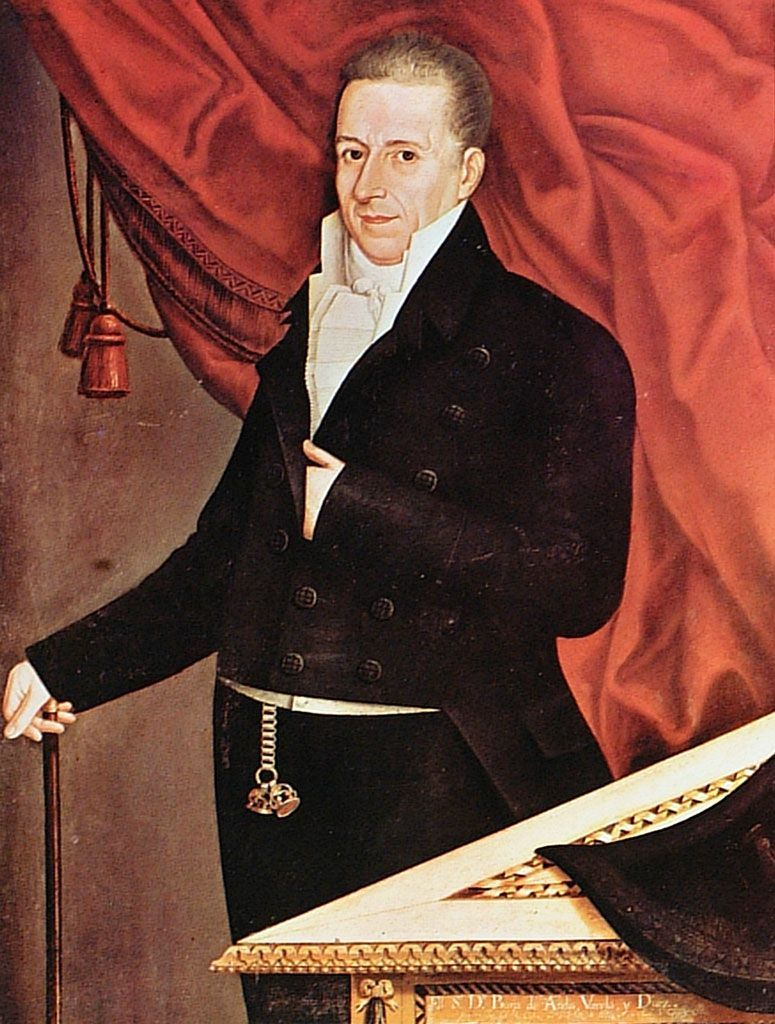
Borja de Andia y Varela, hermano de Ignacio.

Ignacio Andía y Varela Díaz (Santiago de Chile; 2 de febrero de 1757-13 de agosto de 1822) fue un escultor, dibujante y pintor chileno.
Nació en el seno de una familia acomodada, hijo del vasco José Ramón de Andía y Varela Zamorategui y de la chilena Juana Francisca de Regis Díaz y Durán de Salcedo. Fue primo hermano del sacerdote jesuita Manuel José Lacunza Díaz (sus madres eran hermanas). Hizo sus primeros estudios en el colegio Azul de los Jesuitas y más tarde estudió teología en la Real Universidad de San Felipe.
Quiso llevar una vida monástica, y por eso a los 19 años en 1776 recibió la tonsura y ordenanzas menores. Recibió las enseñanzas del pintor jesuita Jorge Ambrosi, después abandonó los estudios religiosos y empezó a trabajar en una carrera administrativa como secretario de cuatro capitanes generales. 
Se casó el 20 de mayo de 1784 en la Parroquia de Santa Ana de Santiago de Chile con Josefa Fernández de Rebolledo Pando con quien tuvo 18 hijos. Josefa era hermana de la esposa del arquitecto Joaquín Toesca. En 1778 estuvo al servicio del Gobernador Ambrosio O'Higgins desempeñándose como calígrafo y geógrafo. Viajó a distintos puntos del país acompañando a las altas autoridades.
Recorrió en 1790 la costa de Valparaíso y junto a la comitiva del gobierno viajó a la frontera,  por sus observaciones elaboró un mapa geográfico de Chile. Llegó a tener el cargo de oficial mayor, secretario subrogante de la capitanía general de Chile y escribano subrogante del gobierno.
En 1793 estuvo presente junto al gobernador Ambrosio O'Higgins en el Parlamento de Negrete donde pintó una acuarela inmortalizando ese momento. Ese dibujo sería de base para que Claudio Gay hiciera un dibujo similar.
Se le encargó la decoración de la Casa de Moneda construida por Joaquín Toesca. Esculpió los terminales de las escalinatas del palacio con piedra rosada pero su más grande obra fue el monumental escudo de armas de España que durante el siglo XIX fue trasladado por orden del Intendente de Santiago Benjamín Vicuña Mackenna al fuerte del Cerro Santa Lucía. También realizó trabajos en la Iglesia de San José y esculpió las pilastras en las escalas del patio de los naranjos en la Casa de Moneda.
También realizó el escudo de campo de la batalla de Chacabuco que fue usado como escudo nacional hasta 1834 cuando Carlos Wood realizó el escudo nacional actual.
Vivió dos años en San Felipe por su salud que estaba muy decaída. Fue administrador de las rentas de tabaco y más tarde fue nombrado tesorero de la aduana de Santiago.
Falleció el 13 de agosto de 1822 en Santiago.